# Assolutamente tuo
Assolutamente tuo è il settimo album in studio di Alberto Fortis pubblicato nel 1987 edito dalla CBS Italiana. È il suo primo LP per questa etichetta dopo l'addio alla Philips.

## Tracce
Testi e musiche di Alberto Fortis.
1. Qui la Luna
2. Mani
3. Ufficialmente sei
4. Assolutamente tuo
5. Oggi o mai
6. Tutto quel che ho sei tu
7. Ti avrò
8. Da un Paradiso

## Formazione
- Alberto Fortis – voce
- Carlos Alomar – chitarra, armonica
- Carmine Rojas – basso
- Gregg Gerson – batteria
- Tommy Mandel – tastiera, pianoforte
- John McCurry – chitarra
- Robert Medici – batteria elettronica
- Lenny Pickett – sax
- Steve Elson – sassofono baritono
- Robin Clark, Gordon Grody, Frank Simms – cori